# Plateau van Rocroi
Het plateau van Rocroi ligt in de Ardennen, op een hoogte van 360 à 380 meter, in het grensgebied tussen Frankrijk en België. Het wordt gekenmerkt door schaarhout en maakt deel uit van de Thiérache. De zeer zure bodem is ideaal voor de stekelbrem.
Men treft er veel moerassige gebieden, rièzes genoemd. Deze kennen een Natura 2000-status als site of community interest (SCI). De bijzondere flora bestaat uit arnica, gentiaan en de vleesetende zonnedauw.
Franse gemeenten die deel uitmaken van het Plateau de Rocroi zijn Rimogne, Laval-Morency, Gué-d'Hossus en Tremblois-lès-Rocroi.